# معجزه برزیلی

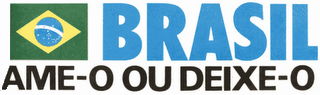
«برزیل، دوست بدارش یا رهایش کن»، شعاری از دوران حکومت نظامی

معجزه برزیلی (به پرتغالی: Milagre econômico brasileiro) به دوره‌ای از رشد اقتصادی تحت دیکتاتوری نظامی برزیل گفته می‌شود. رشد اقتصادی رخ‌داده در این دوره، در تاریخ برزیل سابقه نداشت و پس از آن تکرار نشد. طی این دوران، رشد سالانه تولید ناخالص داخلی به‌طور متوسط ۱۰ درصد بود. بالاترین رشد اقتصادی در دوران ریاست جمهوری امیلیو گاراستازو مدیسی از سال ۱۹۶۹ تا ۱۹۷۳ رخ‌داد.
تصور «دوران طلایی» توسعه برزیلی، در سال ۱۹۷۰ تقویت شد. تیم ملی فوتبال برزیل در این سال برای سومین بار موفق به قهرمانی در جام جهانی شد. بعد از قهرمانی در جام جهانی فوتبال ۱۹۷۰، دولت نظامی برزیل جمله «برزیل، دوست بدارش یا رهایش کن» را به‌طور رسمی به شعار خود تبدیل کرد.

## پس‌زمینه

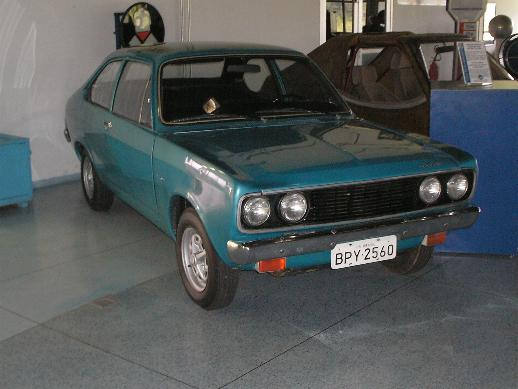
مرتبط

در طول ریاست جمهوری ژواو گولارت از سال ۱۹۶۱ به بعد، اقتصاد برزیل دچار بحران شد و نرخ تورم سالانه به ۱۰۰ درصد رسید. دولت گولارت در نتیجه کودتای ۱۹۶۴ برزیل سرنگون و با یک دولت نظامی جایگزین شد. قبل از سقوط دولت گولارت نرخ تورم پیش‌بینی شده برای سال ۱۹۶۵، ۱۵۰ درصد بود. به همین دلیل دولت نظامی، سیاست اقتصادی برزیل را به گروهی از تکنوکرات‌ها به رهبری دلفیم نتو سپرد.

## موفقیت‌ها و آمار
در این دوران نرخ رشد سالانه جی‌دی‌پی از ۹٫۸ درصد در سال ۱۹۶۸ به ۱۴ درصد در سال ۱۹۷۴ رسید و همزمان با آن نرخ تورم از ۱۹٫۴۶ درصد در سال ۱۹۶۸ به ۱۴ درصد در سال ۱۹۷۳ رسید. رشد اقتصادی قابل توجه، افزایش نرخ تورم را پوشش می‌داد و همزمان با آن دستمزدها افزایش می‌یافت.

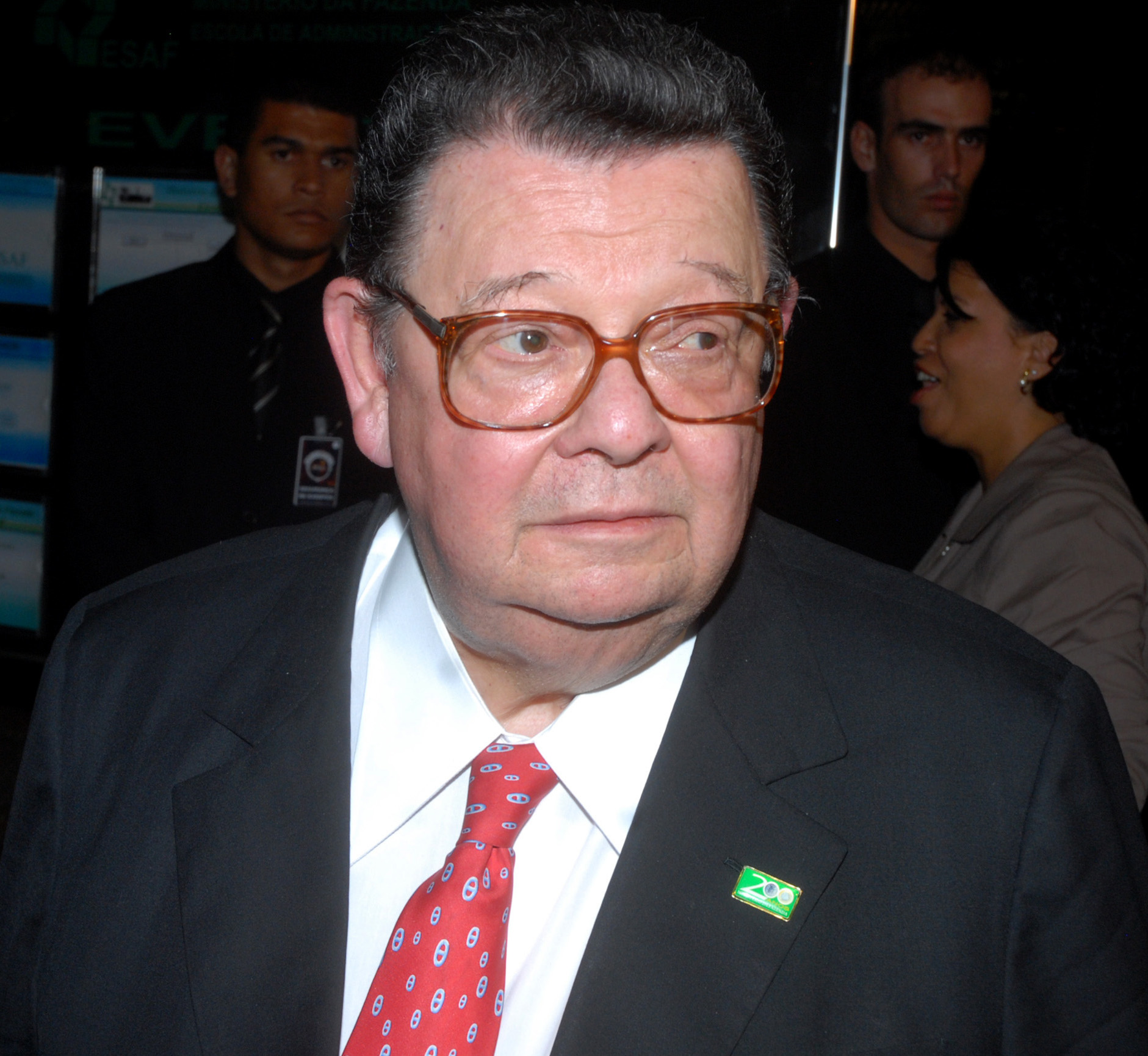
دلفیم نتو

از جمله پروژه‌های انجام‌شده در دوران معجزه برزیلی می‌توان به سد ایتایپو اشاره کرد، که توسط انجمن مهندسان عمران آمریکا در زمره عجایب دنیای مدرن قرار گرفته‌است. پروژه دیگر آغاز شده در این دوران، برنامه هسته‌ای برزیل بود.
همچنین مجموعه پروژه‌ای برای یکپارچه‌سازی منطقه شمال برزیل و ایالت آمازوناس با سایر نقاط کشور انجام شد. از جمله کارهای انجام‌شده برای یکپارچه سازی می‌توان به ایجاد بزرگراه ۴۰۰۰ کیلومتری ترانس آمازون و ایجاد منطقه آزاد تجاری در مانائوس، مرکز ایالت آمازوناس، اشاره کرد.

## پایان و پس از آن
دولت برزیل برای ادامه و تقویت رشد اقتصادی به واردات هرچه بیشتر نفت نیاز داشت. در سال‌های ابتدایی معجزه برزیلی، میزان وام‌های دریافتی دولت برزیل با رشد همگام بود. اما پس از بحران نفتی سال ۱۹۷۳ و افزایش قیمت نفت، دولت برزیل مجبور به دریافت وام‌های بین‌المللی بیشتری شد و در نتیجه بدهی ملی این کشور افزایش یافت؛ تا جایی‌که در پایان دهه ۱۹۷۰ میلادی، دولت برزیل بالاترین بدهی را در میان تمام کشورهای جهان داشت. در سال ۱۹۷۴ و پس از بحران نفت، نرخ تورم از ۱۴ درصد در سال گذشته به ۳۴٫۵۵ درصد رسید.
معجزه برزیلی و رشد اقتصادی بعد از بحران انرژی ۱۹۷۹ در نتیجه انقلاب ۱۳۵۷ ایران، پایان یافت. با پایان معجزه برزیلی، دورانی از کسادی اقتصادی و ابرتورم در این کشور آغاز شد و اقتصاد برزیل به بخشی از بحران بدهی آمریکای لاتین تبدیل شد. دوران ابرتورم از سال ۱۹۸۰ تا ۱۹۹۴ ادامه یافت و در طول این مدت برزیل تورم‌های ۳ تا ۴ رقمی تجربه کرد. بالاترین نرخ تورم در دوران پسا-معجزه، در سال ۱۹۹۰ و با رقم ۳۰ هزار درصد بود.